# Bom Jesus da Lapa
Bom Jesus da Lapa este un oraș în unitatea federativă  Bahia (BA) din Brazilia.